# Chonocephalus dominicanus
Chonocephalus dominicanus är en tvåvingeart som beskrevs av Borgmeier 1967. Chonocephalus dominicanus ingår i släktet Chonocephalus och familjen puckelflugor. Inga underarter finns listade i Catalogue of Life.